# Don Procopio
Don Procopio és una obra dramaticomusical en dos actes composta el 1859 per Georges Bizet sobre un llibret en italià de Carlo Cambiaggio, basat en I pretendenti delusi de Luigi Prividali. Es va estrenar el 3 de març de 1906 a l'Òpera de Montecarlo de Montecarlo.